# Pinehurst (hrabstwo Orange)
Pinehurst – miasto w Stanach Zjednoczonych, w stanie Teksas, w hrabstwie Orange.